# Avdoninita
L'avdoninita és un mineral de la classe dels halurs. Rep el seu nom del mineralogista rus Vladimir Nikolaevich Avdonin (1925-).

## Característiques
L'avdoninita és un halur de fórmula química K₂Cu₅Cl₈(OH)₄(H₂O)₂. Cristal·litza en el sistema monoclínic formant cristalls prismàtics curts a cristalls tabulars plans. També se'n troba formant crostes o de manera pulverulenta. També és conegut com un producte antropogènic, formant pseudomorfismes després d'objectes d'acer. La seva duresa a l'escala de Mohs és 3.
Segons la classificació de Nickel-Strunz, l'avdoninita pertany a «03.DA: Oxihalurs, hidroxihalurs i halurs amb doble enllaç, amb Cu, etc., sense Pb» juntament amb els següents minerals: melanotal·lita, atacamita, botallackita, clinoatacamita, hibbingita, kempita, paratacamita, belloïta, herbertsmithita, kapellasita, gillardita, haydeeïta, anatacamita, claringbul·lita, barlowita, simonkol·leïta, buttgenbachita, connel·lita, abhurita, ponomarevita, anthonyita, calumetita, khaidarkanita, bobkingita i droninoïta.

## Formació i jaciments
L'avdoninita és un producte de la precipitació a partir dels gasos de les fumaroles. També s'hi forma com una alteració en el mineral massiu de sulfur exposat a la intempèrie. Sol trobar-se associada a altres minerals com: euclorita, paratacamita, belloïta, langbeinita i atacamita.